# Неритическая зона
Неритическая зона (от греч. νηρἰτης — вид морской ракушки; см. Нериты) — экологическая зона пелагиали Мирового океана, примыкающая к суше и находящаяся над областью материкового шельфа. Может прерываться прибрежными участками с распреснённой водой вблизи устьев крупных рек. Нижняя граница неритической зоны ограничена глубинами порядка 100—400 м, иногда продолжается до изобаты 500 м и в среднем соответствует положению изобаты около 130—140 м. Противопоставляется пелагиали открытого океана, которая начинается сразу же за бровкой шельфа над батиалью — материковым (континентальным) склоном.

## Биосферное значение
Является наиболее продуктивной среди всех природных зон Мирового океана — около 80 % от общей продуктивности океана. Здесь же сосредоточены главные регионы мирового рыболовства, которое специализируется на вылове донных и прибрежных пелагических (неритических) видов рыб, а также на промысле донных беспозвоночных и водорослей. Фитопланктон и зоопланктон в биоценозах неритической области качественно и количественно богаче, чем в зоне открытого океана, что объясняется высокой подвижностью прибрежных вод. Определённую роль в этом играет вынос биогенов в прибрежные районы речными стоками. Неритическая зона также характеризуется наличием огромного количества меропланктона — пелагических личинок бентосных беспозвоночных — моллюсков, ракообразных, иглокожих и других организмов.